# Dinitrodiglikol
Dinitrodiglikol, diazotan glikolu dietylenowego, O(CH
2CH
2ONO
2)
2 – organiczny związek chemiczny z grupy nitroestrów, pochodna glikolu dietylenowego.
Dinitrodiglikol jest bezbarwną, oleistą i silnie wybuchową cieczą. Jest mniej wrażliwy na wstrząsy od nitrogliceryny, podczas II wojny światowej był używany do wytwarzania prochów bezdymnych.